# Begonia maculata
Begonia maculata (maculata do latim "manchado"), a begônia de bolinhas, é uma espécie de begônia nativa do sudeste do Brasil. Cresce naturalmente na Mata Atlântica, sendo originária e endêmica apenas do estado do Rio de Janeiro. As amostras oriundas de outros estados do Brasil foram introduzidas ou identificadas de forma equivocada como B. maculata.
Foi introduzida no México, Cuba, República Dominicana e Argentina.
B. maculata tem folhas oblongas verdes com pontos prateados. A parte inferior das folhas é vermelho-púrpura. A planta cresce flores brancas em cachos com centros amarelos em uma única haste.

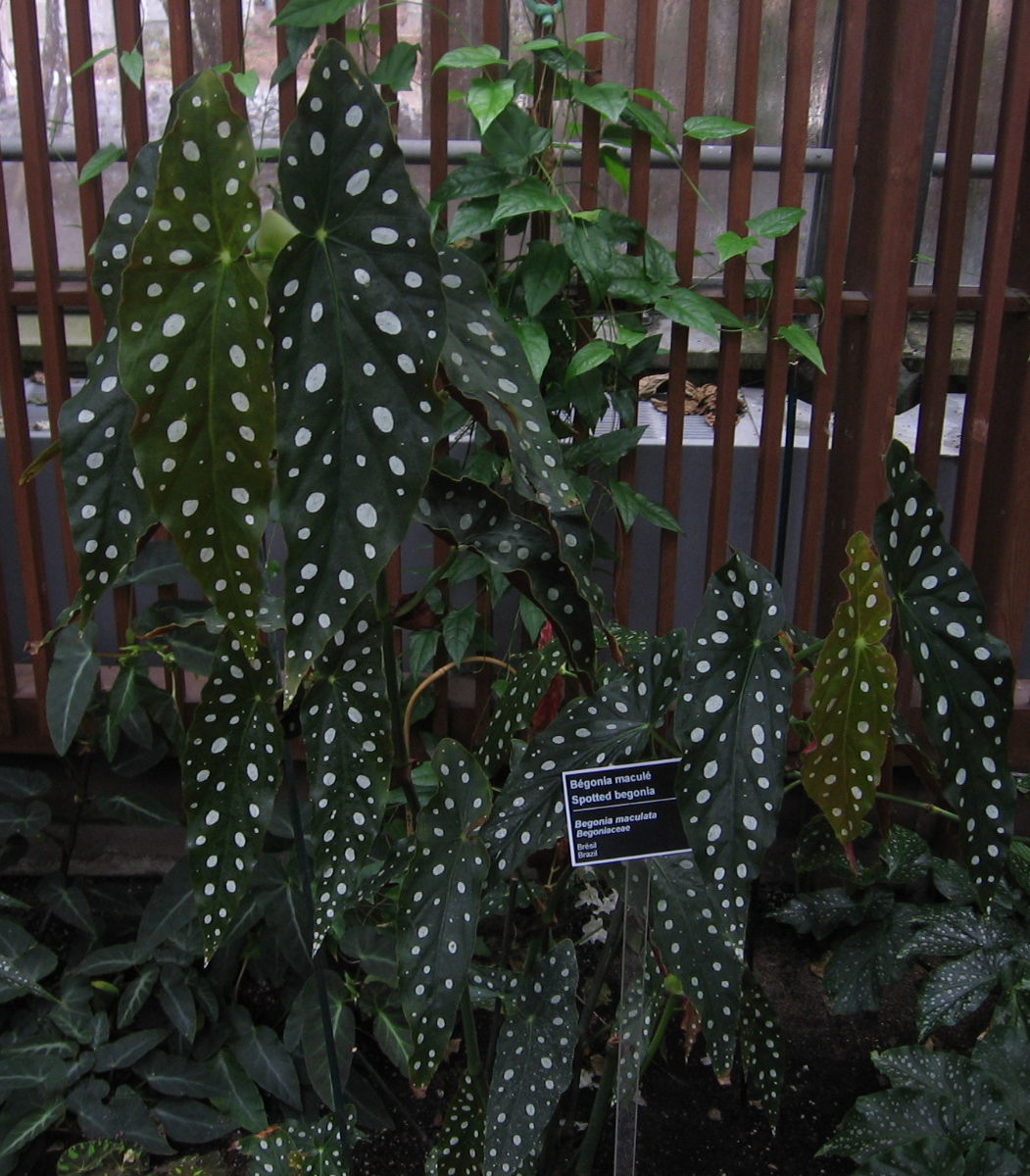